# 紀元前757年
紀元前757年（きげんぜん757ねん）は、西暦による年。

## 他の紀年法
- 干支 : 甲申
- 中国
  - 周 - 平王14年
  - 魯 - 恵公12年
  - 斉 - 荘公贖38年
  - 晋 - 文侯24年
  - 秦 - 文公9年
  - 楚 - 蚡冒元年
  - 宋 - 武公9年
  - 衛 - 荘公揚元年
  - 陳 - 平公21年
  - 蔡 - 戴侯3年
  - 曹 - 穆公3年
  - 鄭 - 武公14年
  - 燕 - 鄭侯8年
- 朝鮮
  - 檀紀1577年
- ユダヤ暦 : 3004年 - 3005年